# HD 37286
HD 37286，又名CD-28 2298，SAO 170587、HR 1915，是一颗恒星，视星等为6.26，位于銀經232.71，銀緯-28.09，其B1900.0坐标为赤經5h 32m 15.6s，赤緯-28° -28.09′ 14″。